# Lijst van vlaggen van Armeense gemeenten
Dit artikel bevat een lijst van vlaggen van Armeense gemeenten. Vanwege het (potentieel) grote aantal, worden ze hier niet getoond. Dit lijst toont alleen vlaggen van plaatsen met meer dan 1.000 inwoners.

Abovjan (Ararat)
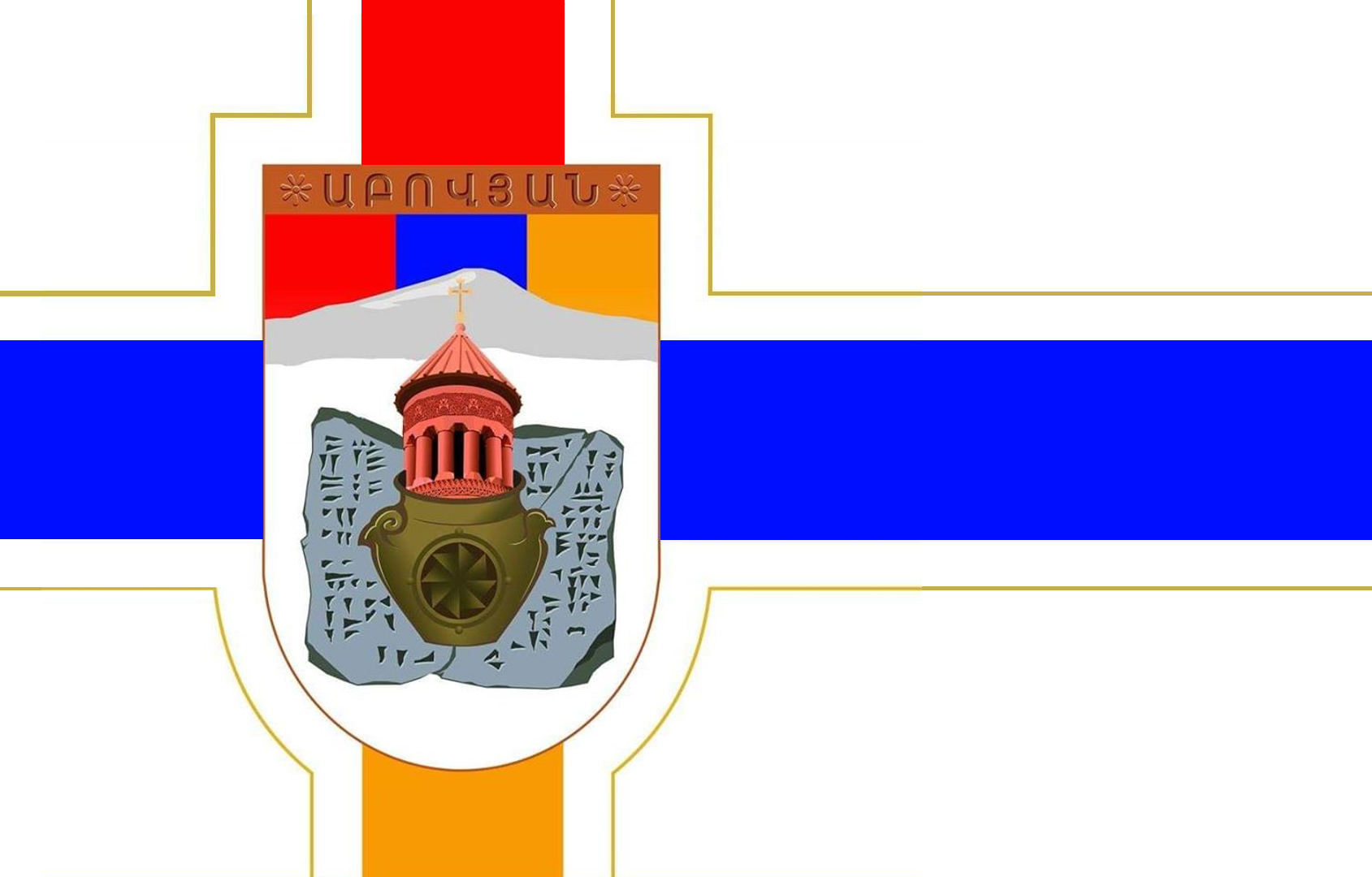
Abovjan (Kotajk)
Achoerik
Achoerjan
Achtala
Achtsk
Agarak
Agarakadzor
Agavnadzor (Kotajk)
Agavnadzor (Vajots Dzor)
Agavnatoen
Aknalitsj
Aknasjen
Akner
Akoenk (Gecharkoenik)
Akoenk (Kotajk)
Akori
Alapars
Alaverdi
Aparan
Ararat (stad)
Ararat (plaats)
Armavir
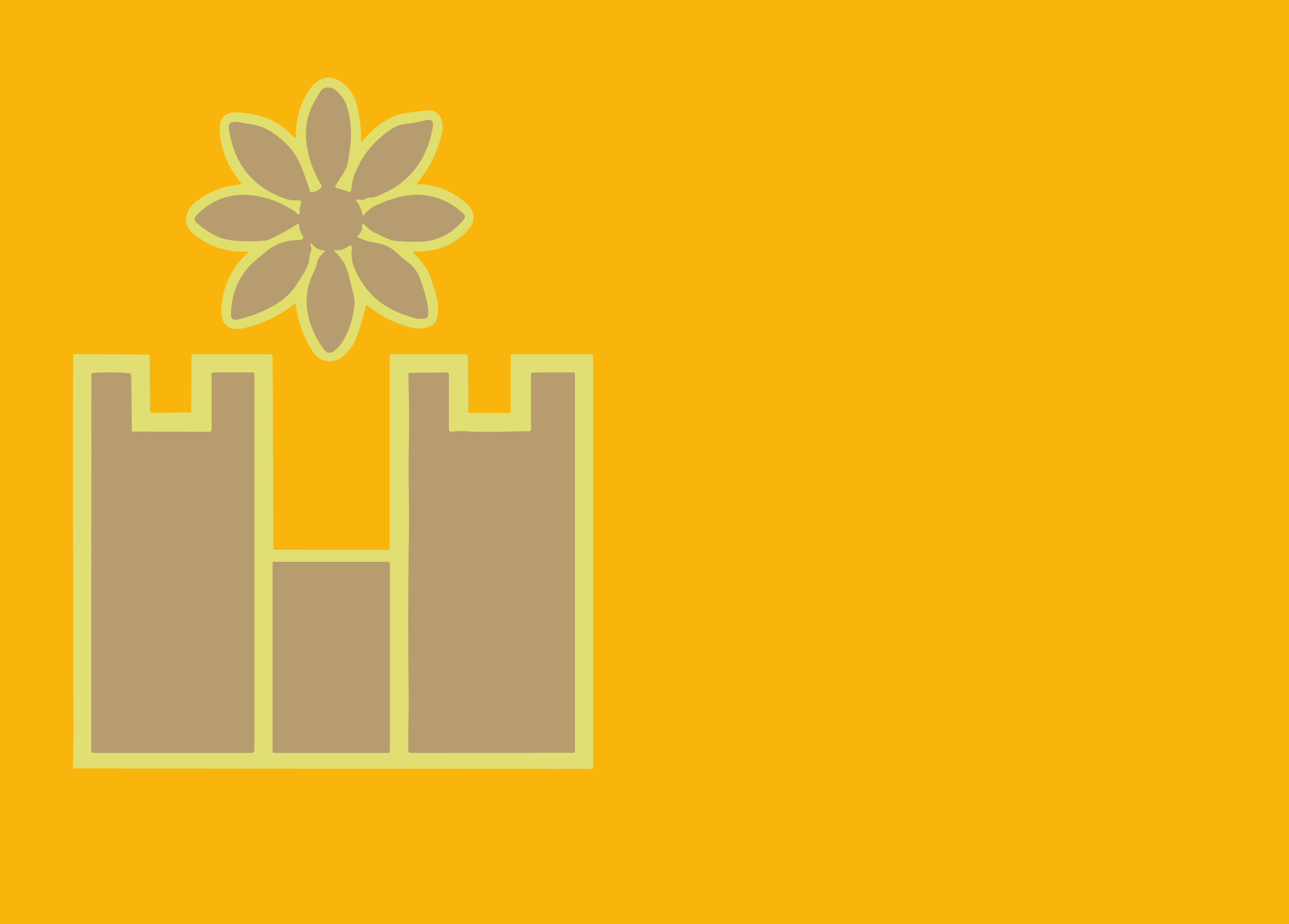
Artasjat
Artik
Asjtarak
Atsjadzjoer
Berd
Bjoeregavan
Darakert
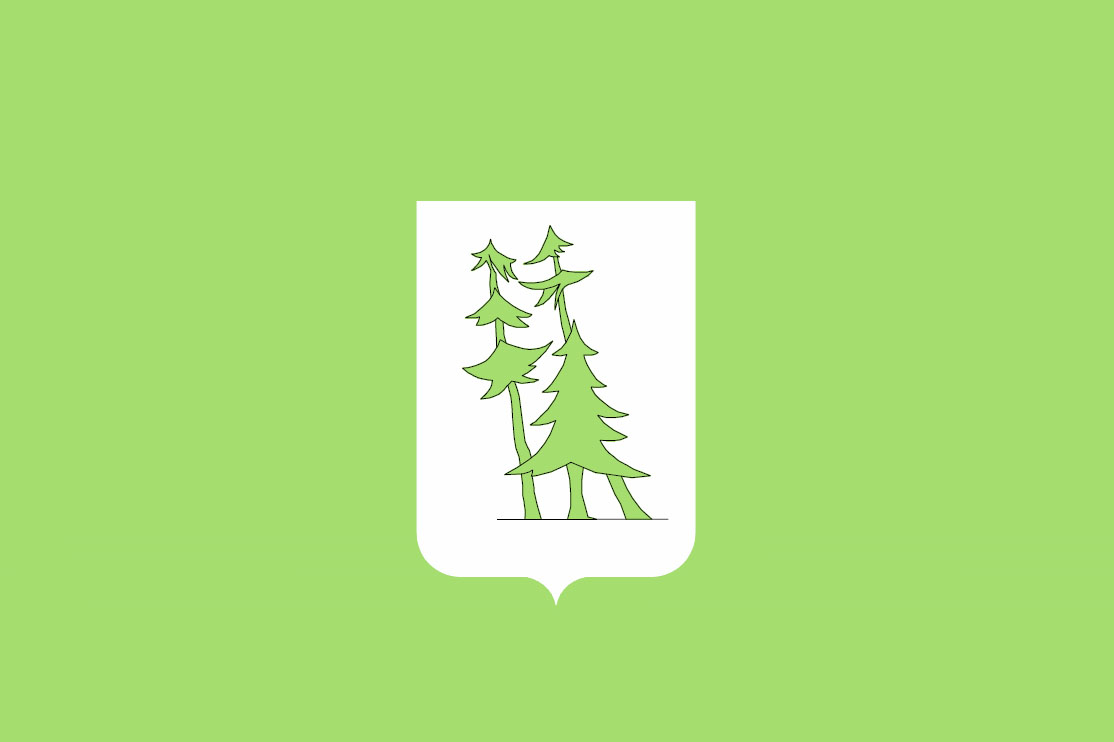
Dilidzjan
Dsegh
Dzjermoek
Dzoragjoech (Gecharkoenik)
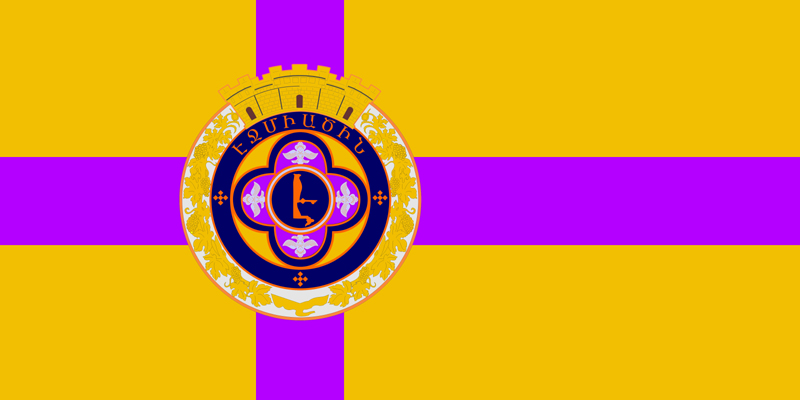
Etsjmiadzin
Garni
Gavar
Gjoemri
Goris
Hrazdan
Idzjevan
Jechegnadzor
Jegvard
Jerevan: Vlag
Kadzjaran
Kapan
Maralik
Margara
Martoeni
Masis
Megri
Metsamor
Nojemberjan
Nor Hatsjen
Odzoen
Sevan
Sisian
Sjatin
Spitak
Stepanavan
Talin
Tasjir
Toemanjan
Tsachkadzor
Tsjambarak
Tsjarentsavan
Vanadzor
Vardenis
Vajk
Vedi